# Чемпионат мира по бобслею и скелетону 2008
58-й чемпионат мира по бобслею и скелетону прошёл с 11 по 24 февраля в 2008 году в городе Альтенберг (Германия).

## Бобслей

### Мужчины

#### Соревнование двоек
| Место | Спортсмены                       | Страна   | Итоговый результат |
| ----- | -------------------------------- | -------- | ------------------ |
|       | Андре Ланге, Кевин Куске         | Германия | 3:40.58            |
|       | Томас Флоршюц, Мирко Паетцольд   | Германия | + 1.06             |
|       | Александр Зубков,Алексей Воевода | Россия   | + 1.39             |

#### Соревнование четвёрок
| Место | Спортсмены                                                              | Страна   | Итоговый результат |
| ----- | ----------------------------------------------------------------------- | -------- | ------------------ |
|       | Андре Ланге, Мартин Путце, Кевин Куске, Рене Хоппе                      | Германия | 3:36.26            |
|       | Александр Зубков, Роман Орешников, Дмитрий Труненков, Дмитрий Стёпушкин | Россия   | + 2.02             |
|       | Маттиас Хёфнер, Ронни Листнер, Томас Рёге, Александер Манн              | Германия | + 2.59             |

### Женщины

#### Соревнование двоек
| Место | Спортсмены                    | Страна   | Итоговый результат |
| ----- | ----------------------------- | -------- | ------------------ |
|       | Сандра Кириасис, Роми Логш    | Германия | 3:49.50            |
|       | Катлин Мартини, Янине Тишер   | Германия | + 0.26             |
|       | Клаудия Шрамм, Николь Хершман | Германия | + 1.12             |

## Скелетон

### Соревнования у мужчин
| Место | Спортсмен       | Страна         | Время попытки           | Место по итогам попытки | Итоговый результат |
| ----- | --------------- | -------------- | ----------------------- | ----------------------- | ------------------ |
|       | Кристан Бромли  | Великобритания | 58.13 58.90 58.23 59.45 | 1 2 3 10                | 3:54.71            |
|       | Джон Монтгомери | Канада         | 58.33 59.27 58.16 59.63 | 3 10 1 14               | 3:55.39 +0.68      |
|       | Франк Роммель   | Германия       | 58.46 59.16 58.25 59.58 | 5 6 4 12                | 3:55.45 +0.74      |

### Соревнования у женщин
| Место | Спортсмен        | Страна   | Время попытки                 | Место по итогам попытки | Итоговый результат |
| ----- | ---------------- | -------- | ----------------------------- | ----------------------- | ------------------ |
|       | Аня Хубер        | Германия | 1:00.29 1:02.18 59.60 1:00.71 | 1 6 1 4                 | 4:02.78            |
|       | Кэти Юлендер     | США      | 1:00.47 1:02.29 59.89 1:00.43 | 2 7 2                   | 4:03.08 +0.30      |
|       | Керстин Шимковяк | Германия | 1:01.15 1:02.31 1:00.46 59.98 | 4 8 7 1                 | 4:03.90 +1.12      |

## Смешанные команды
| Место | Спортсмены                                                                                 | Страна   | Итоговый результат |
| ----- | ------------------------------------------------------------------------------------------ | -------- | ------------------ |
|       | Себастиан Хаупт, Сандра Кириасис, Берит Виакер, Аня Хубер, Маттиас Хёфнер, Александер Манн | Германия | 3:57.20            |
|       | Джон Монтгомери, Кейли Хамфрис, Дженни Хукуль, Мишель Келли, Линдон Раш, Натан Кросс       | Канада   | + 1.78             |
|       | Зак Лунд, Эрин Пак, Эмили Азеведу, Кэти Юлендер, Стивен Холкомб, Курт Томасевич            | США      | + 1.87             |

## Медальный зачёт
| Место | Страна         | Золото | Серебро | Бронза | Всего |
| ----- | -------------- | ------ | ------- | ------ | ----- |
| 1     | Германия       | 5      | 2       | 4      | 11    |
| 2     | Канада         | 0      | 2       | 0      | 2     |
| 3     | США            | 0      | 1       | 1      | 2     |
| 3     | Россия         | 0      | 1       | 1      | 2     |
| 5     | Великобритания | 1      | 0       | 0      | 1     |